# Delfimeus morgani
Delfimeus morgani är en insektsart som först beskrevs av Navás 1913.  Delfimeus morgani ingår i släktet Delfimeus och familjen myrlejonsländor. Inga underarter finns listade i Catalogue of Life.